# 区棠亮
区棠亮（1914年1月—2019年11月30日），原名区储，曾用名唐亮，女，廣東南海人，生于北京，中国记者，编辑。
抗日戰爭期間，区棠亮投身《星粤日报》任記者，并在抗日前線進行宣傳和採訪，此後擔任西安八路軍辦事處林伯渠秘書。此後擔任中共遼北省宣傳委員、《哈爾濱日報》社總編輯等職。中華人民共和國成立后，其擔任中國共青團中央國際部部長、團中央書記處書記、中華全國青年聯合會副主席、中共中央對外聯絡部處長等職位。1978年，擔任中共中央對外聯絡部副部長。
区棠亮是中共八大代表，第一至七届全国人大代表，第三、四、五、六、七届全国人大常委会委员，第六、七届全国人大外事委员会委员。

## 生平
1914年1月生于北京。籍贯廣東南海。原名区储。1935年毕业于燕京大学新闻系。1938年4月参加革命工作，同年5月加入中国共产党。
1938年4月参加革命工作，同年5月加入中国共产党。1938年至1945年秋先后在西安八路军办事处、延安陕甘宁边区政府担任林伯渠秘书。1946年2月至1948年夏历任中共辽北省委宣传委员会委员、东北民主联军交际处翻译、中共哈尔滨市南岗区委委员、哈尔滨日报社总编辑等职。1948年任法国巴黎世界民主青年联盟中国代表。1949年4月，在中国新民主主义青年团第一次全国代表大会上当选候补中央委员。5月，当选中华全国民主青年联合总会全国委员会正式委员。
1949年10月至1957年，历任中国新民主主义青年团中央委员会国际联络部副部长、部长，中华全国青年联合会副主席等职务。1952年9月增补为青年团中央委员会书记处书记。1953年4月当选中华全国民主妇女联合会第二届执行委员会委员。
1957年起先后任中共中央国际活动指导委员会副秘书长，中共中央对外联络部八局局长、中共中央对外联络部党的核心小组成员，其间兼任中国人民保卫世界和平委员会秘书长，中国亚非团结委员会副主席。1978年2月任中共中央对外联络部副部长。1982年4月任中共中央对外联络部顾问。1985年6月任中国人民争取和平与裁军协会副会长。1995年7月离休。
2019年11月30日因病医治无效在北京逝世，享年106岁。